# Departamentos da Colômbia
Do ponto de vista político-administrativo, a Colômbia se divide em 32 departamentos e 1 distrito capital:

## Lista de departamentos da Colômbia
Os 32 departamentos da Colômbia e o Distrito Capital:

Departamentos da Colômbia, 1991

| Bandeira | Departamento              | Municípios | Capital               | Área (km²) | População (hab) | IDH   | Data de criação    |
| -------- | ------------------------- | ---------- | --------------------- | ---------- | --------------- | ----- | ------------------ |
|          | Distrito Capital          | 1          | Bogotá                | 1 775      | 7 690 969       | 0,870 | 1954               |
|          | Amazonas                  | 11         | Leticia               | 109 665    | 67 726          | n/d   | 1928               |
|          | Antioquia                 | 126        | Medellín              | 63 612     | 5 682 276       | 0,772 | 1856 - 1886        |
|          | Arauca                    | 7          | Arauca                | 23 818     | 232 119         | n/d   | 1911               |
|          | Atlántico                 | 23         | Barranquilha          | 3 386      | 2 166 156       | 0,783 | 1910               |
|          | Bolívar                   | 45         | Cartagena das Índias  | 25 978     | 1 878 993       | 0,761 | 1857 - 1886        |
|          | Boyacá                    | 123        | Tunja                 | 23 012     | 1 211 186       | 0,761 | 1824 - 1857 - 1886 |
|          | Caldas                    | 27         | Manizales             | 7 888      | 968 740         | 0,766 | 1905               |
|          | Caquetá                   | 16         | Florencia             | 88 965     | 420 337         | 0,742 | 1909               |
|          | Casanare                  | 19         | Yopal                 | 44 490     | 295 353         | n/d   | 1973               |
|          | Cauca                     | 41         | Popayán               | 29 308     | 1 268 937       | 0,718 | 1824 - 1857 - 1886 |
|          | Cesar                     | 25         | Valledupar            | 22 905     | 903 279         | 0,729 | 1967               |
|          | Chocó                     | 31         | Quibdó                | 46 530     | 454 030         | 0,684 | 1906               |
|          | Córdoba                   | 28         | Montería              | 25 020     | 1 467 929       | 0,751 | 1952               |
|          | Cundinamarca              | 116        | Bogotá                | 24 210     | 2 280 037       | 0,783 | 1824 - 1857 - 1886 |
|          | Guainía                   | 9          | Puerto Inírida        | 72 238     | 35 230          | n/d   | 1963               |
|          | Guaviare                  | 4          | San José del Guaviare | 52 957     | 95 551          | n/d   | 1977               |
|          | Huila                     | 37         | Neiva                 | 19 890     | 1 011 418       | 0,760 | 1905               |
|          | La Guajira (departamento) | 15         | Riohacha              | 20 848     | 681 575         | 0,764 | 1911               |
|          | Magdalena                 | 30         | Santa Marta           | 23 188     | 1 149 917       | 0,735 | 1824 - 1857 - 1886 |
|          | Meta                      | 29         | Villavicêncio         | 85 635     | 783 168         | 0,761 | 1905               |
|          | Nariño                    | 64         | San Juan de Pasto     | 32 820     | 1 541 956       | 0,710 | 1905               |
|          | Norte de Santander        | 40         | Cúcuta                | 21 648     | 1 948 689       | 0,726 | 1910               |
|          | Putumayo                  | 13         | Mocoa                 | 24 885     | 310 132         | n/d   | 1905               |
|          | Quindío                   | 12         | Armênia               | 1 845      | 534 552         | 0,758 | 1966               |
|          | Risaralda                 | 14         | Pereira               | 4 140      | 897 509         | 0,770 | 1966               |
|          | San Andrés e Providencia  | 2          | San Andrés            | 52         | 70 554          | 0,797 | 1912               |
|          | Santander                 | 87         | Bucaramanga           | 30 537     | 2 057 789       | 0,788 | 1857 - 1886        |
|          | Sucre                     | 26         | Sincelejo             | 10 670     | 772 010         | 0,726 | 1966               |
|          | Tolima                    | 47         | Ibagué                | 23 562     | 1 365 642       | 0,772 | 1861 - 1886        |
|          | Valle del Cauca           | 42         | Cali                  | 22 195     | 4 161 125       | 0,797 | 1910               |
|          | Vaupés                    | 3          | Mitú                  | 54 135     | 39 279          | n/d   | 1910               |
|          | Vichada                   | 4          | Puerto Carreño        | 100 947    | 55 872          | n/d   | 1912               |